# Zofia Nehringowa
Zofia Nehringowa (geboren Duda, in zweiter Ehe Krzeszczyk; * 10. Mai 1910 in Warschau; † 17. August 1972) war eine polnische Eisschnellläuferin. Sie gilt als Pionierin des Fraueneisschnelllaufs und stellte die ersten offiziell anerkannten Weltrekorde auf.

## Werdegang

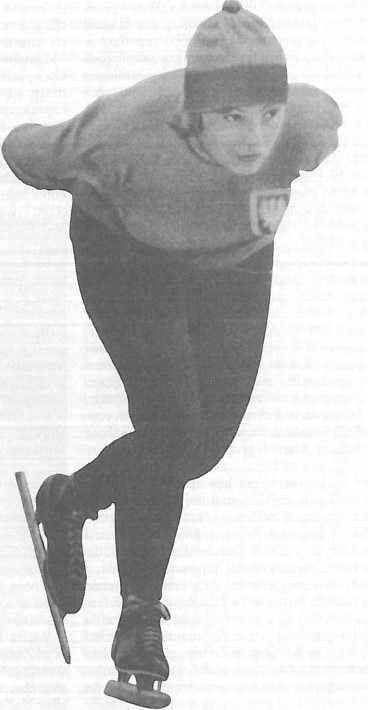
Nehringowa beim Eislaufen (etwa 1935)

In ihrer Jugend begann die gebürtige Warschauerin Zofia Duda mit dem Eisschnelllauftraining bei der Warszawskie Towarzystwo Łyżwiarskie (Warschauer Eislauf-Gemeinschaft) unter der Betreuung von Edward Nehring, den sie 1927 mit 17 Jahren heiratete. Der Frauen-Eisschnelllauf war in den 1920er-Jahren weder auf nationaler noch auf internationaler Ebene etabliert, sodass Nehringowa, die ab 1930 für Polonia Warschau lief, insbesondere zu Beginn ihrer Laufbahn nur wenige Wettkämpfe – teilweise ohne Konkurrenz – bestritt. Am 3. Dezember 1931 beschloss die Internationale Eislaufunion (ISU) die Anerkennung von Nehringowas zwischen 1929 und 1931 gelaufenen persönlichen Bestzeiten als erste Frauenweltrekorde: 1:02,0 Minuten über 500 Meter, 2:16,4 Minuten über 1000 Meter, 3:28,0 Minuten über 1500 Meter, 6:52,8 Minuten über 3000 Meter und 11:30,5 Minuten über 5000 Meter.
Im Januar 1932 reiste Nehringowa zu der Europameisterschaft in Davos. Da kein eigener Frauenwettbewerb ausgeschrieben war, nahm sie als einzige Frau an den allgemeinen Männerrennen teil. Im Rahmen der EM verbesserte sie ihre persönliche Bestzeit und damit auch den Weltrekord auf der 1500-Meter-Strecke. Über 500 Meter trat sie in einem Paar mit dem mehrfachen Olympiasieger Clas Thunberg an und stürzte, wodurch sie aus dem Mehrkampf-Endklassement herausfiel. Auf die beiden längsten Distanzen 5000 Meter und 10.000 Meter verzichtete sie. Bei der von Stanisława Walasiewicz gewonnenen Wahl zum polnischen Sportler des Jahres erreichte Nehringowa 1932 den zehnten Rang.
In den 1930er-Jahren gewann der Frauen-Eisschnelllauf an internationaler Popularität. 1933 fand die erste inoffizielle Mehrkampfweltmeisterschaft statt, 1936 erhielten die Titelkämpfe der Frauen offiziellen Status. Nehringowa stellte 1935 über 3000 und 5000 Meter neue Weltrekorde auf und bestritt am Ende des Jahres als erste Frau ein Rennen über 10.000 Meter, während auf den kürzeren Strecken jüngere Sportlerinnen wie die Finnin Verné Lesche und die Norwegerin Laila Schou Nilsen deutlich bessere Zeiten erzielten. 1936 wurde Nehringowa mit dem Silbernen Verdienstkreuz der Republik Polen ausgezeichnet. Ihr WM-Debüt gab sie bei der vierten offiziellen Austragung 1939 im finnischen Tampere. Das Teilnehmerfeld bestand neben sechs Finninnen (um die am Ende siegreiche Lesche) aus Nehringowa und der Niederländerin Gonne Donker. Nehringowa belegte nach einem Sturz über 500 Meter im Endklassement den fünften Rang und erreichte ihr bestes Teilergebnis als Dritte über 5000 Meter.
Die WM 1939 war die letzte vor dem Überfall auf Polen und dem Ausbruch des Zweiten Weltkrieges. Während der deutschen Besetzung beantragte Edward Nehring, dessen Mutter deutscher Abstammung war, erfolgreich die Aufnahme in die mit Privilegien und Schutz vor Verfolgung verbundene Deutsche Volksliste. Nehringowa stützte die Entscheidung ihres Mannes – die aus polnischer Sicht einem Verrat gleichkam – nicht und ließ sich von ihm scheiden. Nach Ende des Krieges floh Nehring nach Deutschland, während Nehringowa mit den beiden gemeinsamen Kindern (* 1928; * 1930) in Polen verblieb und sich sozialer Ausgrenzung ausgesetzt sah: In der Presse wurde gefordert, ihre Auszeichnungen abzuerkennen und sie aus der Geschichte des polnischen Sports zu streichen. Sie spielte keine Rolle beim Wiederaufbau des polnischen Eislaufs, heiratete ein weiteres Mal und nahm den Namen ihres zweiten Mannes Krzeszczyk an. Am 17. August 1972 verstarb sie im Alter von 62 Jahren.
In historischen Rückblicken wird Nehringowa als Pionierin gesehen, die maßgeblich zur Akzeptanz des Frauen-Eisschnelllaufs beigetragen habe. Der polnische Eisschnelllaufverband (Polski Związek Łyżwiarstwa Szybkiego, PZŁS) würdigte sie in einer 2001 erschienenen Schrift zu seinem 80-jährigen Jubiläum als pierwsza dama („erste Dame“) des nationalen Eisschnelllaufs.